# Ideen-Marathon
Der Ideen-Marathon (auch Ideen-Marathon-System, kurz IMS) ist eine von Takeo Higuchi in den 1980ern entwickelte Kreativitätstechnik zur Ideenfindung für Einzelpersonen. Dabei wird über einen längeren Zeitraum (meist mehrere Monate) eine Art Ideentagebuch geführt, in dem unter der Anwendung von sieben Grundregeln jeden Tag mindestens eine Idee entwickelt und aufgeschrieben wird. Vom Grundprinzip her ist der Ideen-Marathon vergleichbar mit dem Collective-Notebook, für das jedoch mindestens zwei Teilnehmer erforderlich sind.

## Hintergrund
Wie beim Training für einen Marathonlauf soll die Person, die einen Ideen-Marathon beginnt, sich verpflichten, eine feste Tagesleistung an neuen Ideen zu erbringen. Dabei ist es nicht wichtig, um welche Art von Idee (z. B. technische Innovation, philosophische Gedanken, literarische oder künstlerische Einfälle …) es sich handelt. Ebenso können bereits existierende Ideen neu kombiniert oder in einen anderen Kontext übertragen werden. 
Die Methode soll dabei das Gehirn auf eine effektive Massenproduktion von Ideen einstellen und zu einer Entlastung von Gedächtnisleistungen zur Ideenspeicherung führen.

## Grundregeln
Der Einsatz des Ideen-Marathons basiert auf Prinzipien des produktiven Arbeitens, die auch anderen Methoden (etwa Getting Things Done) zugrunde liegen. Ziel ist es, eine Gewohnheit zu entwickeln, das Notizbuch immer dabei zu haben und täglich damit zu arbeiten. 
Dabei soll das Befolgen folgender sieben Grundregeln helfen:
1. Jeden Tag muss mindestens eine neue Idee entwickelt werden.
2. Jede Idee wird so kurz wie möglich formuliert und aufgeschrieben, beispielsweise in ein persönliches Notizbuch oder in eine Datenbank.
3. Es muss die Möglichkeit bestehen, zu jeder Zeit eine Idee aufzuschreiben.
4. Die Ideen lassen sich verdoppeln, indem darüber mit Freunden, Familie oder Kollegen gesprochen wird.
5. Es soll immer dasselbe Schema beim Notieren einer Idee verwendet werden (z. B. Fortlaufende Nummer, Erstellungsdatum, Titel der Idee, Beschreibung der Idee; Kategorie der Idee, z. B. privat, geschäftlich; Bearbeitungsstatus, z. B. offen, weiterverfolgen, erledigt …).
6. Mit der Idee soll gearbeitet und weitere Notizen, Erklärungen und Skizzen sollen hinzugefügt werden.
7. Jeden Tag eine gute Idee: Es soll täglich am persönlichen Ideen-Marathon gearbeitet werden.

## Trivia
Der Erfinder des Ideen-Marathons Takeo Higuchi soll nach eigenen Angaben seit 1984 fast 400 Notizbücher vollgeschrieben und über 300.000 Ideen entwickelt haben. Bis 2035 (er wäre dann 90 Jahre alt) will er 1 Million Ideen aufgeschrieben haben.